# Diego Pettorossi
Diego Aldo Pettorossi (* 13. Januar 1997 in Bologna) ist ein italienischer Leichtathlet, der sich auf den Sprint spezialisiert hat.

## Sportliche Laufbahn
Erste internationale Erfahrungen sammelte Diego Aldo Pettorossi beim Europäischen Olympischen Jugendfestival (EYOF) 2013 in Utrecht, bei dem er in 10,96 s den fünften Platz im 100-Meter-Lauf belegte und mit der italienischen 4-mal-100-Meter-Staffel 42,66 s die Silbermedaille gewann. 2019 schied er bei den U23-Europameisterschaften in Gävle mit 21,97 s im Halbfinale im 200-Meter-Lauf aus und belegte im Staffelbewerb in 39,96 s den vierten Platz. Anschließend zog er in die Vereinigten Staaten und studierte dort an der Angelo State University. 2022 startete er bei den Mittelmeerspielen in Oran und gewann dort in 20,65 s die Silbermedaille über 200 Meter hinter dem Türken Ramil Guliyev und siegte mit der Staffel in 38,95 s. Im August schied er bei den Europameisterschaften in München mit 20,75 s im Halbfinale über 200 Meter aus, wie auch bei den Europameisterschaften 2024 in Rom mit 20,88 s. Anschließend nahm er an den Olympischen Sommerspielen in Paris teil und schied dort mit 20,53 s in der Hoffnungsrunde aus.
2022 wurde Pettorossi italienischer Meister im 200-Meter-Lauf.

## Persönliche Bestzeiten
- 100 Meter: 10,36 s (+1,2 m/s), 14. Mai 2022 in San Antonio
  - 60 Meter (Halle): 6,76 s, 19. Februar 2022 in Birmingham
- 200 Meter: 20,45 s (+1,4 m/s), 23. Juni 2024 in Posen
  - 200 Meter (Halle): 20,95 s, 17. Februar 2023 in Lubbock